# Georg Galland

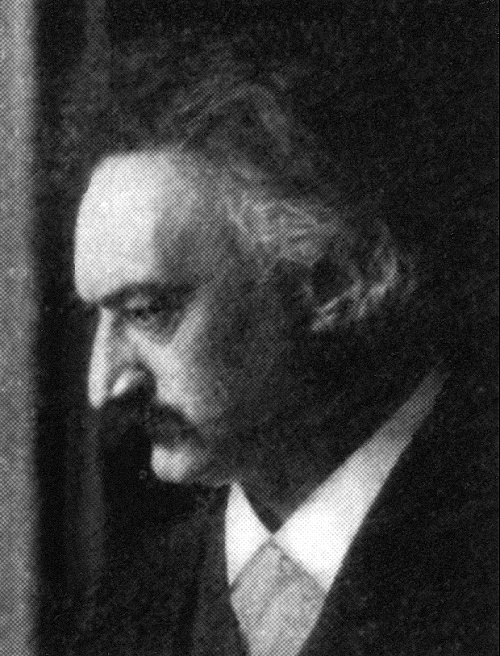
Georg Galland

Georg Galland, eigentlich George (* 19. Januar 1857 in Posen; † 8. September 1915 in Charlottenburg) war ein deutscher Kunsthistoriker. 

## Leben
Galland studierte zunächst kurzzeitig Architektur an der Bauakademie in Berlin und dann ab 1877 Kunstgeschichte an der Universität Berlin. Galland wurde 1882 in Tübingen zum Dr. phil. promoviert. 1883 habilitierte er sich an der Technischen Hochschule Hannover und lehrte dort bis 1889 als Privatdozent für Architekturgeschichte, 1887/88 lehrte er an der Universität Amsterdam.
1887 publizierte Galland eine Serie von Artikeln im Hannoverschen Tageblatt über die in Hannover vorgefundenen Grabskulpturen unter kulturgeschichtlichen und künstlerischen Gesichtspunkten. Die Serie wurde später als Sonderabdruck durch Stadtdirektor Ferdinand Haltenhoff gestiftet. Carl Schuchhardt stellte in seiner Schrift Die hannoverschen Bildhauer der Renaissance den von Galland vorgenommenen Künstler-Zuschreibungen anhand von Foto-Vergleichen jedoch eigene, mindestens in Teilen abweichende Erkenntnisse entgegen.
Von 1889 bis 1907 lehrte Galland niederländische Renaissance an der Technischen Hochschule Berlin, zunächst als Privatdozent, 1897 wurde er zum Professor ernannt. Ab 1905 war er Professor für Kunstgeschichte und Literatur an der Akademischen Hochschule für Bildende Künste in Berlin.
Seit 1895 war er Herausgeber der „Kunst-Halle. Zeitschrift für die bildenden Künste und das Kunstgewerbe“.

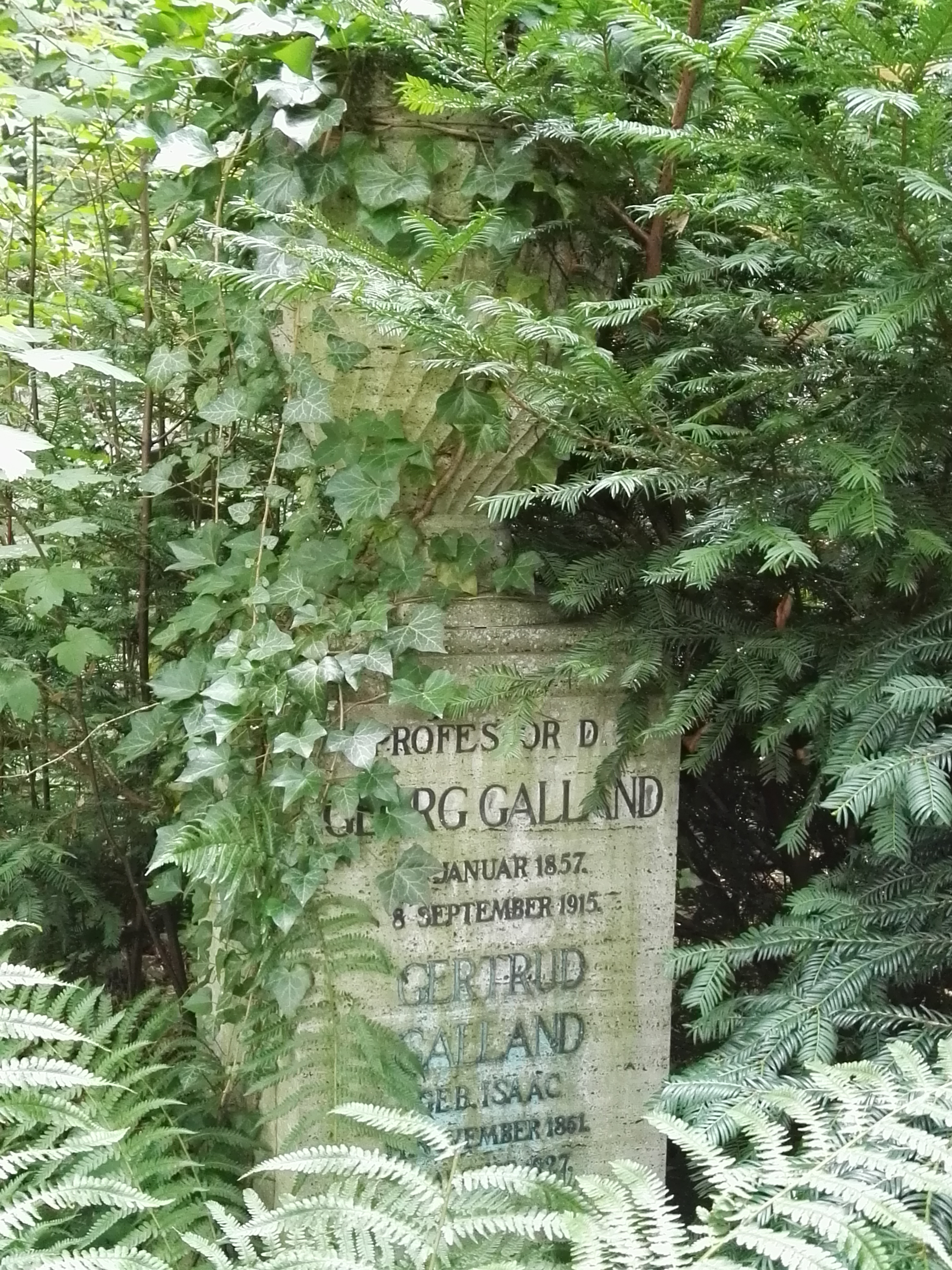
Grabstätte

Begraben ist er auf dem Jüdischen Friedhof Berlin-Weißensee.

## Publikationen (Auswahl)
- Die Renaissance in Holland in ihrer geschichtlichen Hauptentwicklung. Duncker, Berlin 1882.
- Geschichte der holländischen Baukunst und Bildnerei im Zeitalter der Renaissance, der nationalen Blüte und des Klassicismus. Keller, Frankfurt 1890.
- Der Grosse Kurfürst und Moritz von Nassau der Brasilianer. Studien zur Brandenburgischen und Holländischen Kunstgeschichte. Verlag von Heinrich Keller, Frankfurt am Main 1893 (Digitalisat).
- Nationale Kunst. Gesammelte Aufsätze. Xenien-Verlag, Leipzig 1910.
- Hohenzollern und Oranien. Neue Beiträge zur Geschichte der niederländischen Beziehungen im 17. und 18. Jahrhundert. Heitz, Strassburg 1911.